# فرودگاه بین‌المللی کیپ‌تاون
فرودگاه بین‌المللی کیپ‌تاون (به انگلیسی: Cape Town International Airport) (یاتا: CPT، ایکائو: FACT) فرودگاه اصلی شهر کیپ‌تاون در کشور آفریقای جنوبی است که دومین فرودگاه پررفت‌وآمد آفریقای جنوبی و سومین فرودگاه پررفت‌وآمد در قارهٔ آفریقا محسوب می‌شود. این فرودگاه در فاصلهٔ ۲۰ کیلومتر (۱۲ مایل) از مرکز شهر کیپ‌تاون قرار دارد و در سال ۱۹۵۴ میلادی افتتاح شد. فرودگاه کیپ‌تاون میزبان پروازهای بین‌المللی و داخلی است و تنها فرودگاه مسافربری این شهر محسوب می‌شود.
از این فرودگاه‌ها پروازهای مستقیم به ژوهانسبورگ و دوربان، و دیگر شهرهای آفریقای جنوبی انجام می‌شود و پروازهای بین‌المللی به چندین مقصد در آفریقا، خاورمیانه، آسیا و اروپا نیز از این فرودگاه انجام می‌شود. مسیر پروازی میان کیپ‌تاون و ژوهانسبورگ در سال ۲۰۱۱ میلادی نُهمین مسیر پروازی پررفت‌وآمد در جهان بوده‌است و حدود ۴٫۵ میلیون مسافر از این مسیر جابجا شده‌بودند.

## شرکت‌های هواپیمایی و مقصدهای پروازی
| شرکت‌های هواپیمایی                      | مقصدهای پروازی |
| -------------------------------------- | --- |
| ایر بوتسوانا                           | سر سرتزه خاما |
| ایر فرانس                              | شارل دوگل پاریس |
| ایرلینک                                | جرج، کیمبرلی، مان، کروگر مپومالانگا، پیترماریتزبورگ، وندربوم، Skukuza، اوپینگتون، آبشار ویکتوریا، ویندهوک هوسیا کوتاکو |
| ایر موریشوس                            | سر سیوساگور رامگولام                                                                                                   |
| ایر نامیبیا                            | ولویس بی، ویندهوک هوسیا کوتاکو                                                                                         |
| آسترین ایرلاینز                        | فصلی: وین (برقراری مجدد از ۲۸ اکتبر ۲۰۱۸)                                                                              |
| بریتیش ایرویز                          | هیترو لندن فصلی: گاتویک                                                                                                |
| بریتیش ایرویز اجرا توسط کام‌ایر         | کینگ شاکا، اولیور تامبو، پورت الیزابت                                                                                  |
| CemAir                                 | Plettenberg Bay, پایگاه نیروی هوایی هودسپرویت                                                                          |
| کوندور فلوگدینست                       | فصلی: فرانکفورت |
| ادلوایس ایر                            | فصلی: زوریخ |
| هواپیمایی امارات                       | دوبی |
| هواپیمایی اتیوپی                       | بوول |
| یورو وینگز اجرا توسط سان‌اکسپرس دویچلند | فصلی: کلن بن (آغاز از ۶ نوامبر ۲۰۱۷)                                                                                   |
| فلای‌ساف‌ایر                             | کینگ شاکا، ایست لندن، لانسریا، اولیور تامبو، پورت الیزابت فصلی: جرج                                                    |
| کنیا ایرویز                            | لیوینگ استون، جومو کنیاتا، آبشار ویکتوریا                                                                              |
| کاال‌ام                                 | اسخیپول آمستردام |
| کولولا.کام                             | کینگ شاکا، لانسریا، اولیور تامبو                                                                                       |
| لوفت‌هانزا                              | فرانکفورت فصلی: مونیخ                                                                                                  |
| Mango                                  | بلومفونتن، کینگ شاکا، لانسریا، اولیور تامبو، پورت الیزابت                                                              |
| هواپیمایی قطر                          | حمد |
| سنگاپور ایرلاینز                       | چانگی سنگاپور1 |
| هواپیمایی آفریقای جنوبی                | اولیور تامبو |
| ساوث افریکن اکسپرس                     | بلومفونتن، کینگ شاکا، ایست لندن، پایگاه نیروی هوایی هودسپرویت، پورت الیزابت، پیلانسبرگ، ولویس بی                       |
| تاگ آنگولا ایرلاینز                    | کواترو دو فرویرو |
| Thomas Cook Airlines                   | فصلی: گاتویک |
| ترکیش ایرلاینز                         | آتاترک |

Notes

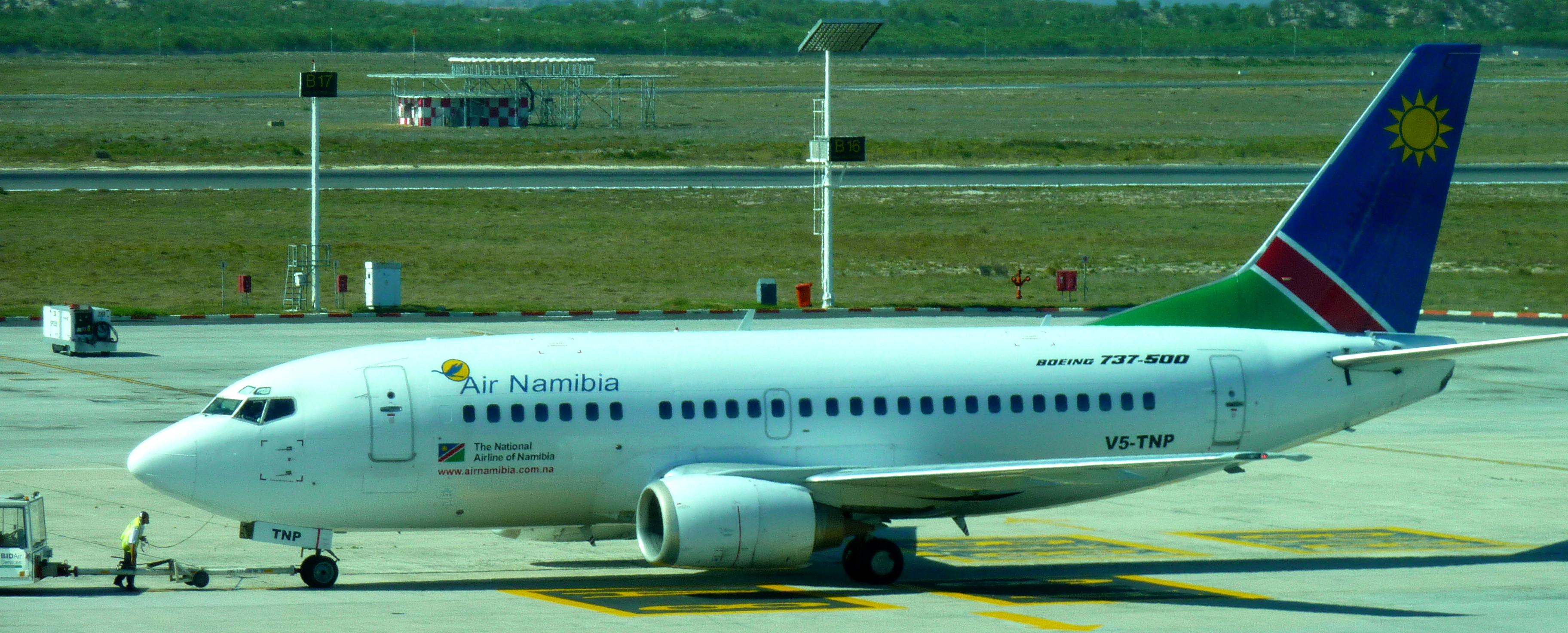
ایر نامیبیا Boeing 737-500 at Cape Town International Airport, May 2010

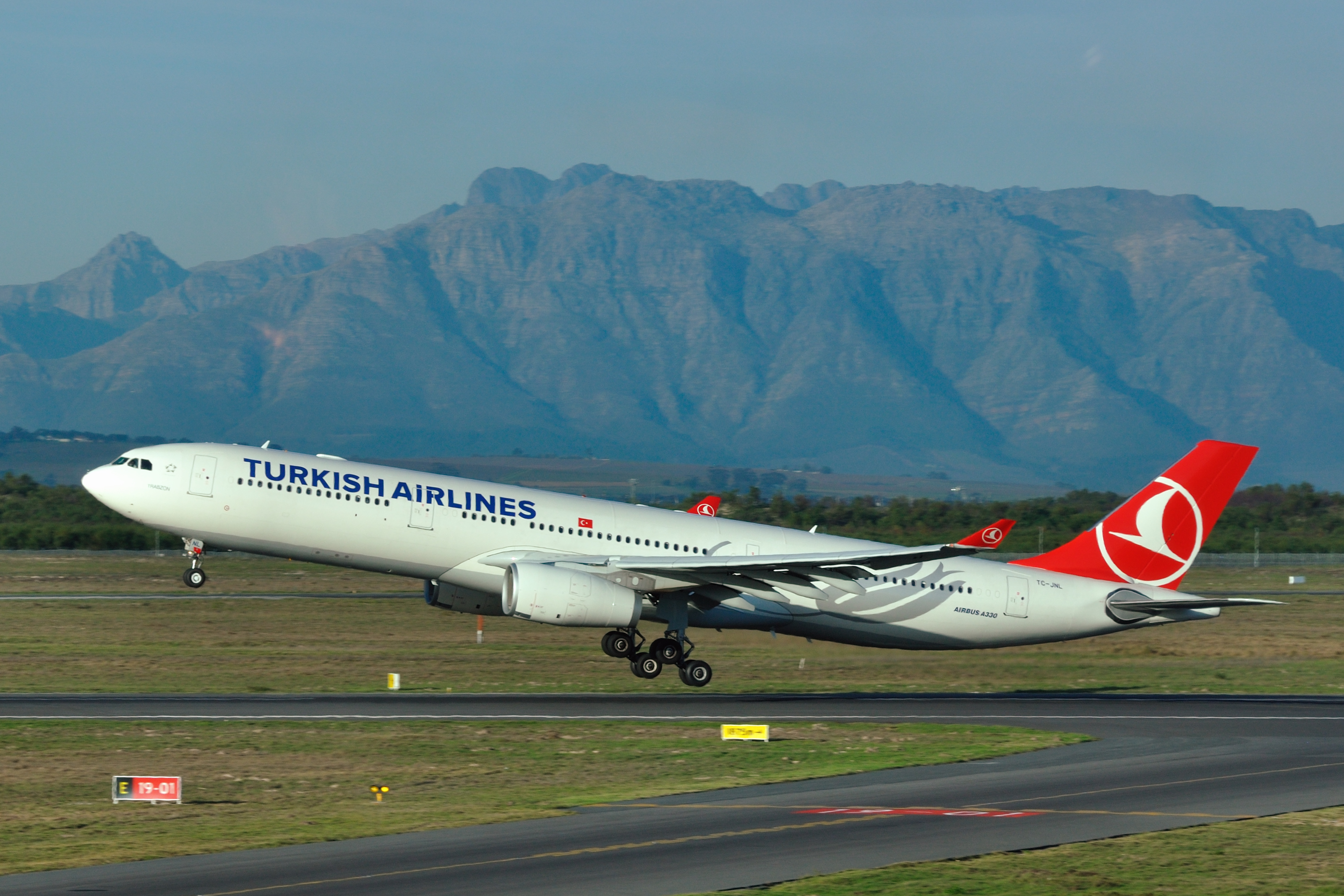
ترکیش ایرلاینز Airbus A330-200 departing Cape Town International Airport, 2011

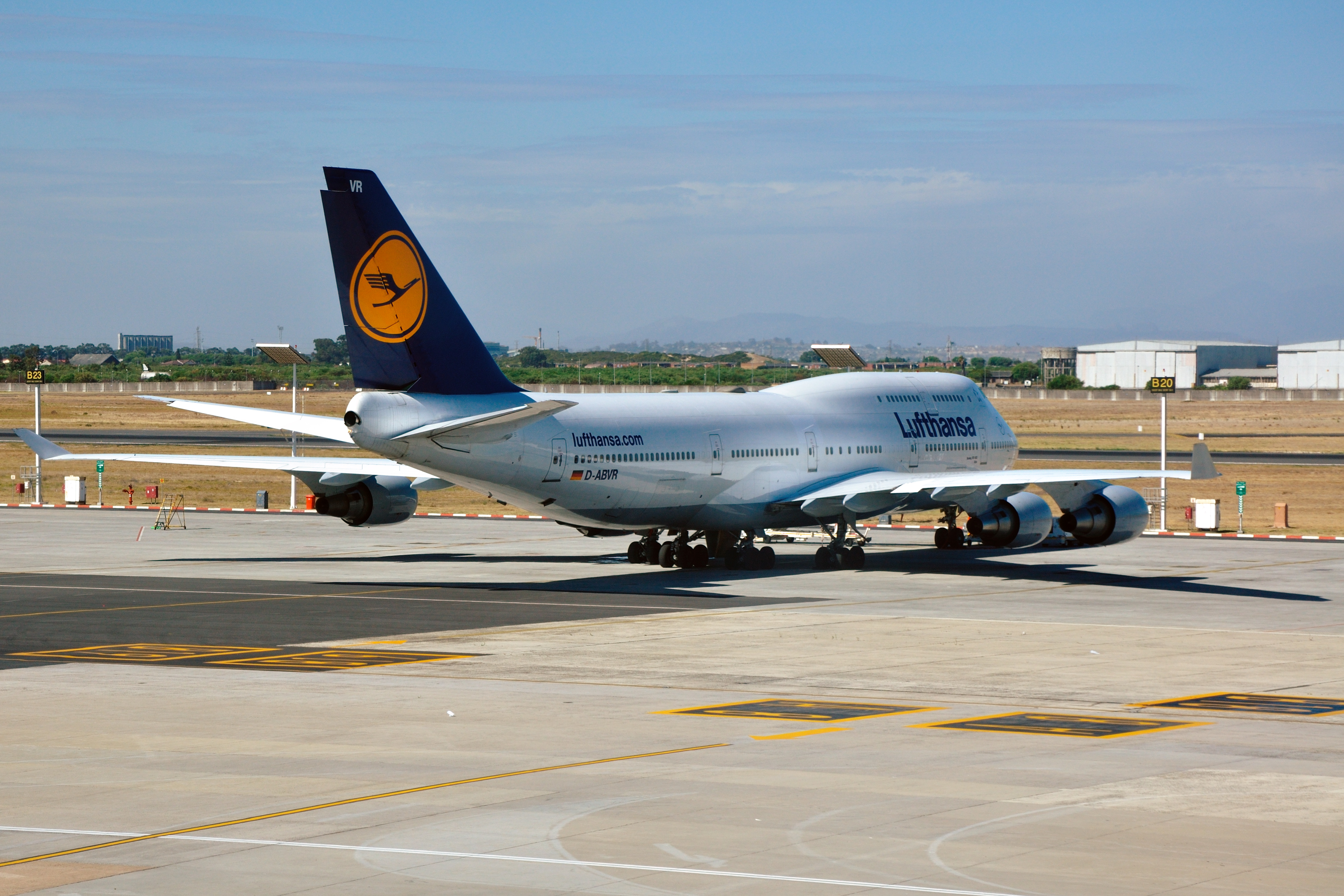
لوفت‌هانزا Boeing 747-400 at Cape Town International Airport, 2011

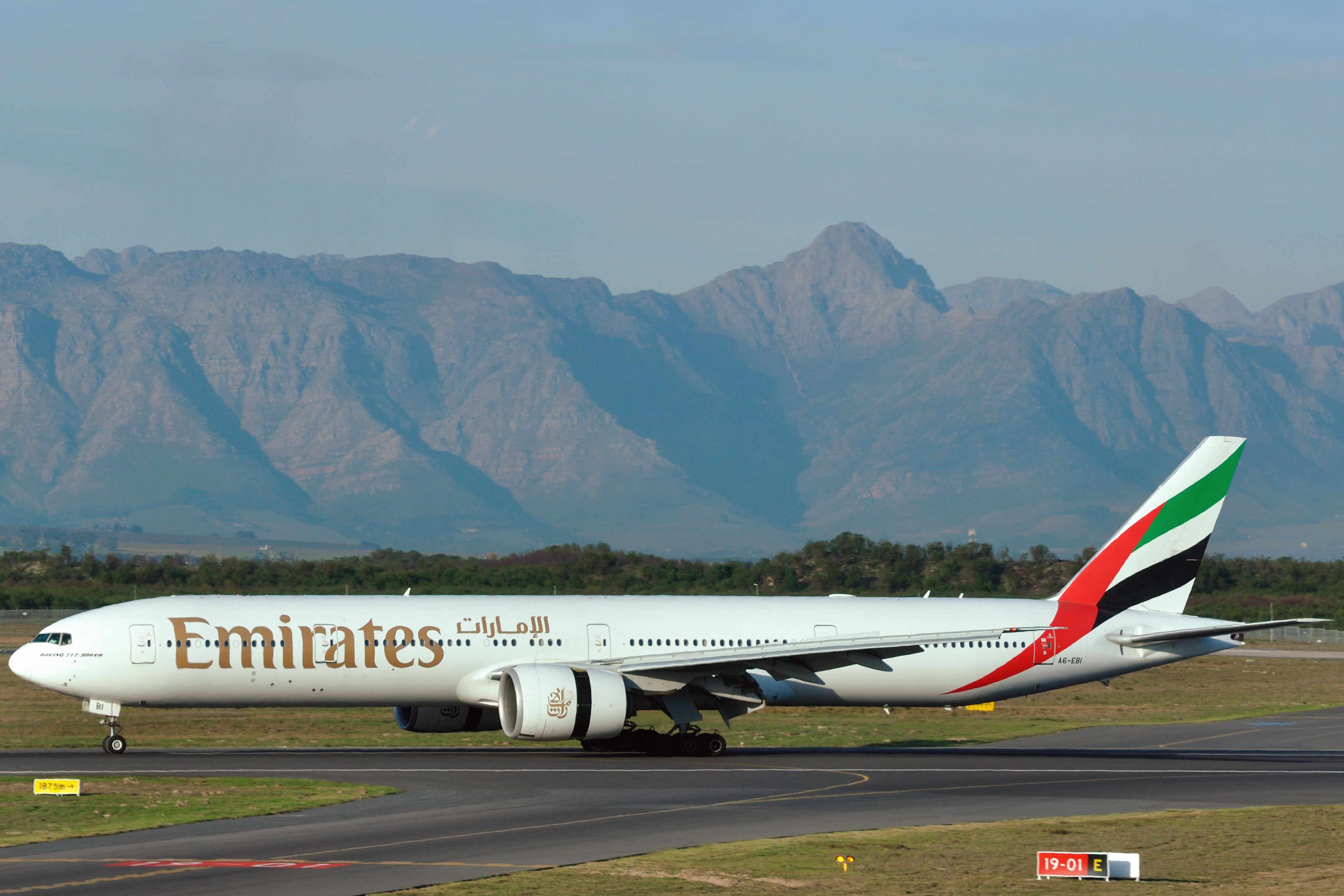
هواپیمایی امارات Boeing 777-300ER landing at Cape Town International Airport, June 2011

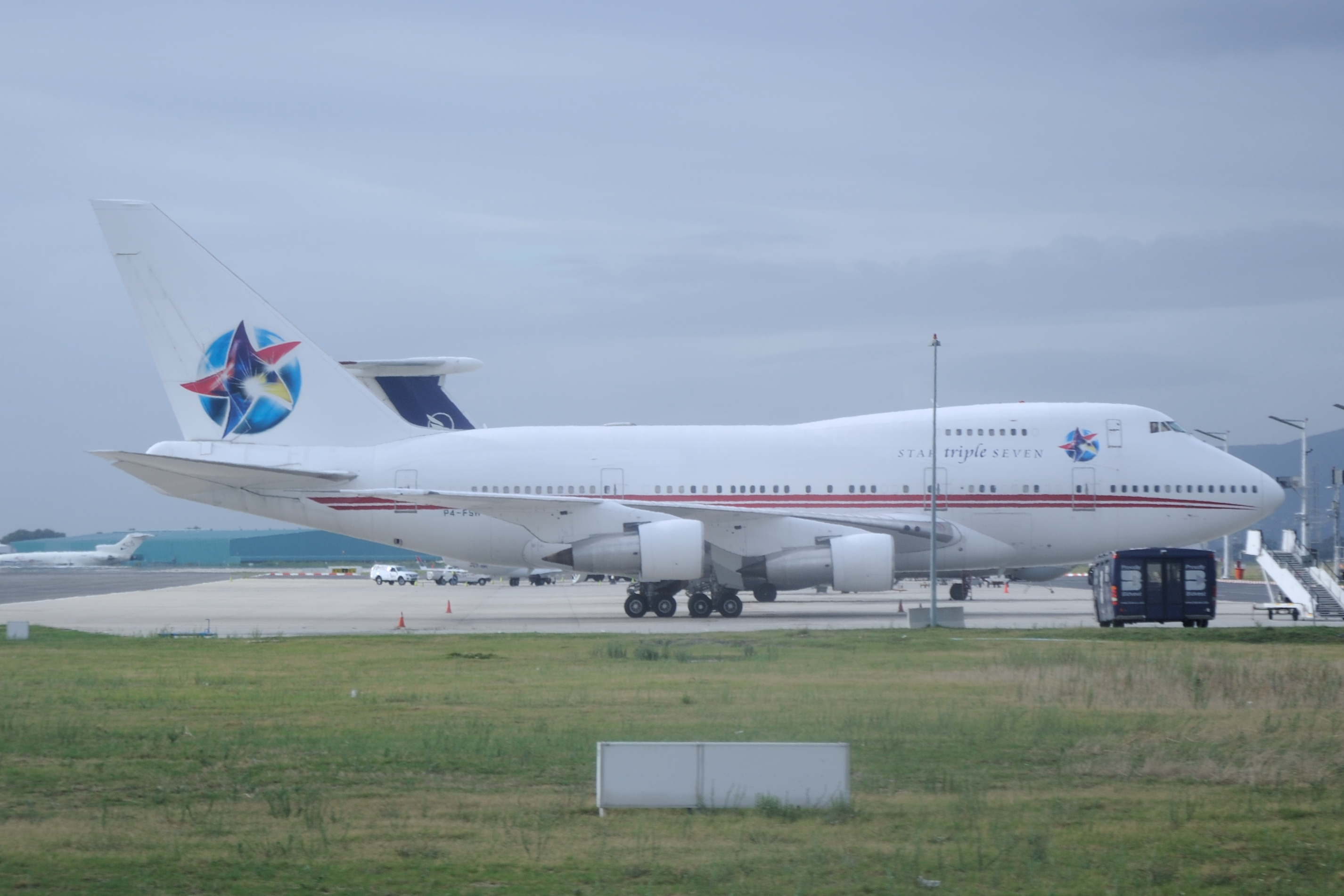
Ernest Angley Ministries' (Star Triple Seven) Boeing 747-SP from Ohio, USA in Cape Town, March 2013

- ^ This flight operates between Singapore and Cape Town via Johannesburg, however Singapore Airlines does not have rights to transport passengers solely between Cape Town and Johannesburg.